# كاذي غابوني
كاذي غابوني (الاسم العلمي:Pandanus gabonensis) هو نوع من النباتات يتبع جنس الكاذي من الفصيلة الكاذية.